# Jorik Prins
Jorik Prins (Diemen, 8 mei 1991) is een Nederlands acteur. Hij speelde in diverse films en series, waaronder Skin, SpangaS en De bende van Sjako.

## Levensloop
Prins maakte zijn acteerdebuut in april 2006 als het personage Han in de speelfilm Don. Hierna speelde Prins mee in diverse korte films waaronder Tyger en Genji.
Op 18 november 2007 maakte Prins zijn debuut als televisie-acteur als het personage Remco in de televisieserie De Daltons, de jongensjaren. In de jaren die volgden speelde Prins diverse rollen in meerdere televisieseries, waaronder Keyzer & De Boer Advocaten, Seinpost Den Haag en Van God Los.

## Filmografie

### Film
- 2006: Don, als Han
- 2006: Tyger, als Sjoerd
- 2006: Genji, als Vincent
- 2008: Skin, als Maikel
- 2013: Dag Psyche, als Aron
- 2019: De Kus, als Heinrich

### Televisie
- 2007: De Daltons, de jongensjaren, als Remco
- 2008: SpangaS, als Jesper
- 2008: Roes, als Tim / Johan
- 2008: Keyzer & De Boer Advocaten, als Bob Haenen
- 2008: Flikken Maastricht, als Charel Stroeijen
- 2009: 13 in de oorlog, als Pieter Vos
- 2010-2011: De bende van Sjako, als Yordi Berendsen
- 2011: Seinpost Den Haag, als Sebastiaan de Wit
- 2011: De geheimen van Barslet, als Lucas Kramers
- 2013: Dokter Tinus, als Lou
- 2013, 2017: Van God Los, als jongen / Joris (jonge versie)
- 2023: Een moord kost meer levens, als figurant Frankot